# Jan Josef Liefers

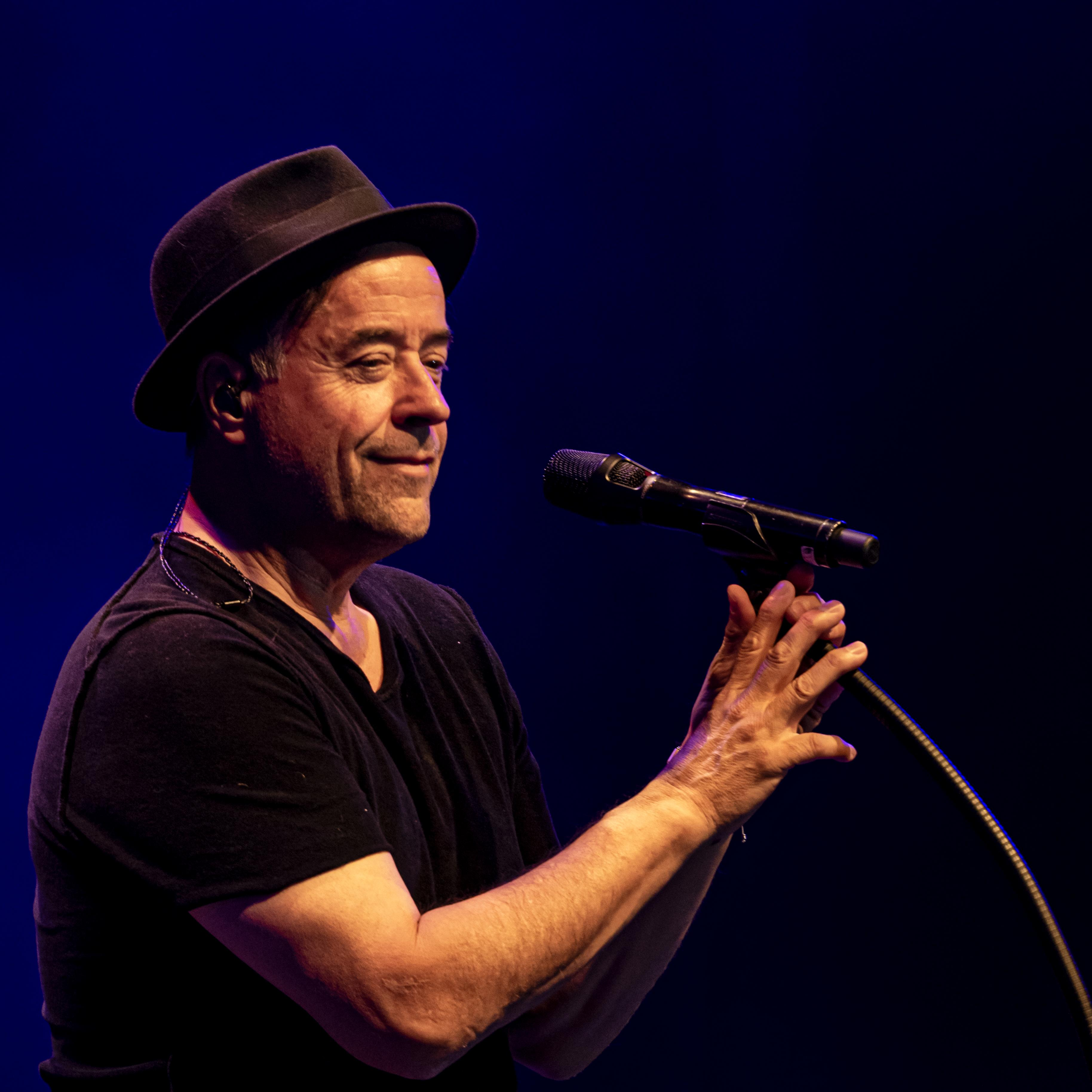
Jan Josef Liefers, 2023

Jan Josef Liefers (* 8. August 1964 in Dresden) ist ein deutscher Schauspieler, Musiker, Regisseur und Produzent. Der Durchbruch als Schauspieler gelang ihm 1996 in dem Kinofilm Rossini – oder die mörderische Frage, wer mit wem schlief. Einem breiten Publikum ist er seit 2002 als Rechtsmediziner Prof. Dr. Dr. Karl-Friedrich Boerne im Münsteraner Tatort bekannt.

## Leben

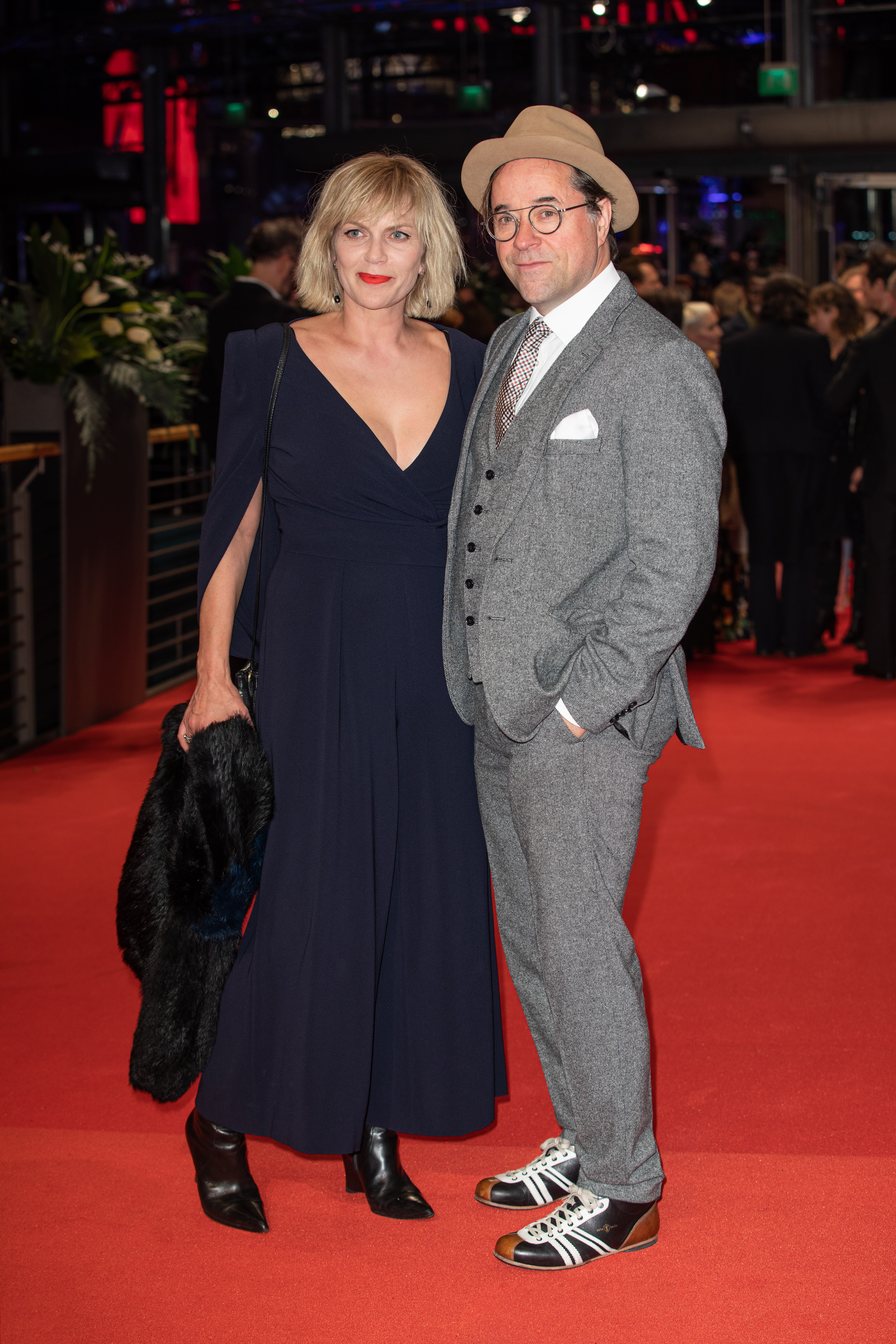
Liefers mit seiner Frau Anna Loos

### Herkunft und Ausbildung
Jan Josef Liefers stammt aus einer Theaterfamilie. Sein Vater war der Regisseur Karlheinz Liefers (1941–2006), seine Mutter ist die Schauspielerin Brigitte Liefers-Wähner, auch sein Großvater Heinz Liefers war Schauspieler. Der Schauspieler Martin Brambach (* 1967) ist sein Stiefbruder. Liefers wuchs in Dresden auf. Zeitweilig lebte er bei seiner Großmutter in Erfurt.
Weil Liefers sich weigerte, zur NVA zu gehen, durfte er in der DDR kein Abitur machen. Nach dem Abschluss der 10. Polytechnischen Oberschule in der Goethestraße im Jahr 1980 absolvierte er zunächst eine Tischlerlehre am Staatstheater Dresden. Anschließend studierte er von 1983 bis 1987 an der Hochschule für Schauspielkunst Ernst Busch in Berlin.

### Privates
Aus seiner ersten Ehe mit der russischen Schauspielerin Alexandra Tabakowa, Tochter des Moskauer Schauspielers, Regisseurs und Schauspiellehrers Oleg Tabakow, hat er die Tochter Polina Liefers (russisch Полина Лиферс / Polina Lifers) (* 1988), die in Moskau am Theater arbeitet.
Liefers war bis 1999 fünf Jahre lang mit seiner Schauspielkollegin Ann-Kathrin Kramer liiert. Sie lernten sich bei Dreharbeiten der Fernsehserie Die Partner kennen. Aus dieser Beziehung entstammt ein gemeinsamer Sohn, der 1997 geboren wurde.
1999 lernte er die Schauspielerin Anna Loos am Set des Fernsehfilms Halt mich fest! kennen; seit 2004 ist das Paar verheiratet und hat zwei Töchter, Lilly Liefers (* 2002) und Lola Liefers (* 2008). Beide sind ebenfalls als Schauspielerinnen tätig. Liefers lebt mit seiner Familie in Berlin-Steglitz.
Liefers bezeichnet sich selbst als Atheisten und Agnostiker, wünscht sich aber eine stärkere Orientierung an christlichen Werten im Zusammenleben.

## Karriere

### Theater
Bereits 1980 spielte Liefers noch als Schüler am Studententheater Die Bühne der Technischen Universität Dresden. Danach wirkte er an dem Arbeitertheater „Dramatischer Zirkel des VEB Grafischer Großbetrieb Völkerfreundschaft Dresden“ unter der Leitung von Rudolf Donath. Für sein erstes hauptberufliches Theaterengagement ging Liefers direkt nach der Schauspielschule ans Deutsche Theater Berlin (1987–1990), wo er in Inszenierungen von Regisseuren wie Thomas Langhoff und Heiner Müller mitwirkte und mit seinem Schauspielerkollegen Tobias Langhoff die Experimentalbühne Baracke am Deutschen Theater ins Leben rief und 1989 mit dem Stück Der stumme Diener (The Dumb Waiter) von Harold Pinter eröffnete.
Unmittelbar nach der politischen Wende in der DDR wechselte Liefers 1990 in ein festes Engagement an das Thalia Theater in Hamburg und arbeitete dort mit Theaterregisseuren wie Robert Wilson, Werner Schroeter und Jürgen Flimm sowie mit dem Komponisten Tom Waits zusammen. 1994 kündigte er am Thalia Theater, um freischaffend für Film und Fernsehen tätig sein zu können.

### Film und Fernsehen

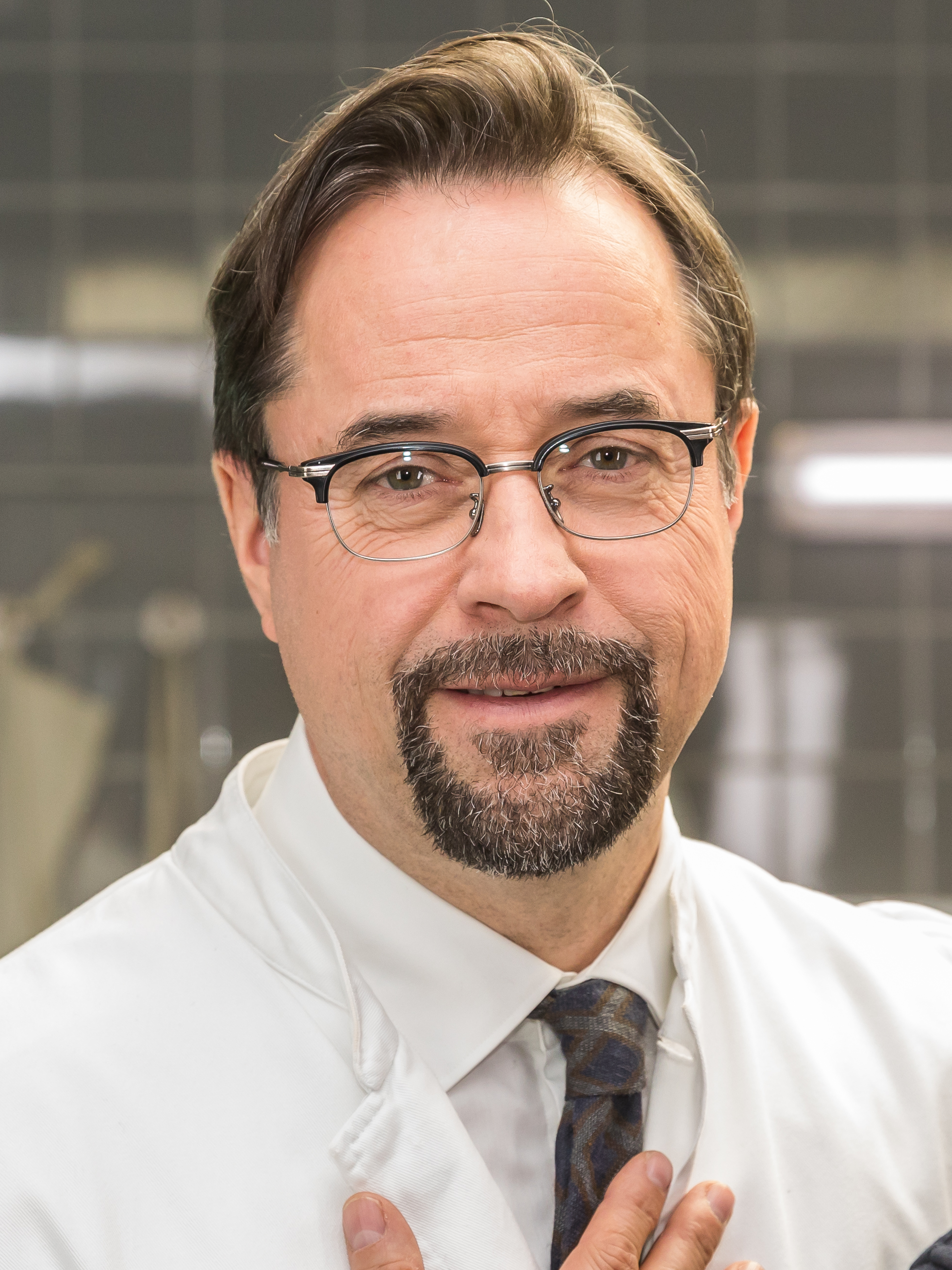
Liefers als Tatort-Rechtsmediziner Boerne, 2019

Sein Kinodebüt gab Liefers 1989 in der Gemeinschaftsproduktion von ZDF und DEFA in dem Film Die Besteigung des Chimborazo von Rainer Simon, in dem er den jungen Forscher Alexander von Humboldt spielte. In der sechsundzwanzigteiligen Kriminalfernsehserie Die Partner verkörperte er von 1995 bis 1996 an der Seite von Ann-Kathrin Kramer den Düsseldorfer Privatdetektiv Philip Casdorff.
Der Durchbruch gelang ihm 1996 mit Rossini – oder die mörderische Frage, wer mit wem schlief. Für die Rolle des Bodo Kriegnitz erhielt Liefers den Bayerischen Filmpreis für Nachwuchsschauspieler. 1997 erschien das deutsche Roadmovie Knockin’ on Heaven’s Door, in dem Liefers an der Seite von Til Schweiger den an Knochenkrebs erkrankten Rudi Wurlitzer spielte. Der Film wurde ein großer Erfolg und hatte über drei Millionen Zuschauer. 2000 brachte ihm die Rolle des Gitarristen Johnny in der Tragikomödie Halt mich fest! an der Seite seiner späteren Ehefrau Anna Loos den Fernsehfilmpreis der Deutschen Akademie der Darstellenden Künste ein.
Seit 2002 steht er zweimal im Jahr gemeinsam mit Axel Prahl für den WDR-Tatort als Rechtsmediziner Karl-Friedrich Boerne in Münster vor der Kamera. Diese Filmfigur basiert auf dem Rechtsmediziner und Professor Bernd Brinkmann (* 1939). In einer Folge war Liefers auch für die musikalische Gestaltung verantwortlich. Die Folge Fangschuss im April 2017 erreichte mit 14,56 Millionen Zuschauern die höchste Einschaltquote für einen Tatort seit 1992.
2008 übernahm Liefers in dem vom NDR produzierten Film Es liegt mir auf der Zunge die Rolle des ersten deutschen Fernsehkochs Clemens Wilmenrod. Im Oscar-nominierten Spielfilm Der Baader Meinhof Komplex (2008) verkörperte er Peter Homann.
Seit 2009 ist Liefers neben Günther Jauch wiederholt Kandidat in der von Frank Plasberg moderierten ARD-Spielshow 20xx – Das Quiz. 2010 war er als erfolgloser Rockmusiker und Lebenskünstler Rochus Siwak an der Seite von Ursula Strauss und Joachim Fuchsberger in der österreichisch-deutschen Filmkomödie Die Spätzünder zu sehen, die 2013 mit Die Spätzünder 2 – Der Himmel soll warten fortgeführt wurde.
Liefers hat neben Filmmusiken Drehbücher verfasst und trat auch als Filmregisseur in Erscheinung. 2010 gründete er die Firma Radio Doria Entertainment für Film- und Fernsehproduktionen. 2021 drehte Liefers mit seiner Filmproduktionsgesellschaft als Regisseur den ZDF-Fernsehspielfilm Honecker und der Pastor in Potsdam und im Studio Babelsberg.
Seit 2012 spielt er neben Stefanie Stappenbeck in den vom ZDF produzierten Verfilmungen der Joachim-Vernau-Romane von Elisabeth Herrmann die Hauptrolle des Rechtsanwalts Joachim Vernau. 2020 moderierte er LIEFERService auf Das Erste, eine Talkshow in Skype-Format mit unterschiedlichen Gästen aus dem Home-Office.
Im Februar 2021 spielte er an der Seite von Katharina Schüttler in der achtteiligen ZDF-Thriller-Miniserie Tod von Freunden die Serienhauptrolle des Architekten Bernd Küster. Gemeinsam mit dem befreundeten Gerichtsmediziner Michael Tsokos wirkte Liefers 2021 in der RTL-Dokumentarserie Obduktion – Echte Fälle mit Tsokos und Liefers mit. 2022 analysierte Liefers, ebenfalls mit Tsokos, für eine RTL-Dokumentation die Todesumstände der 2012 verstorbenen Sängerin Whitney Houston.

### Musik

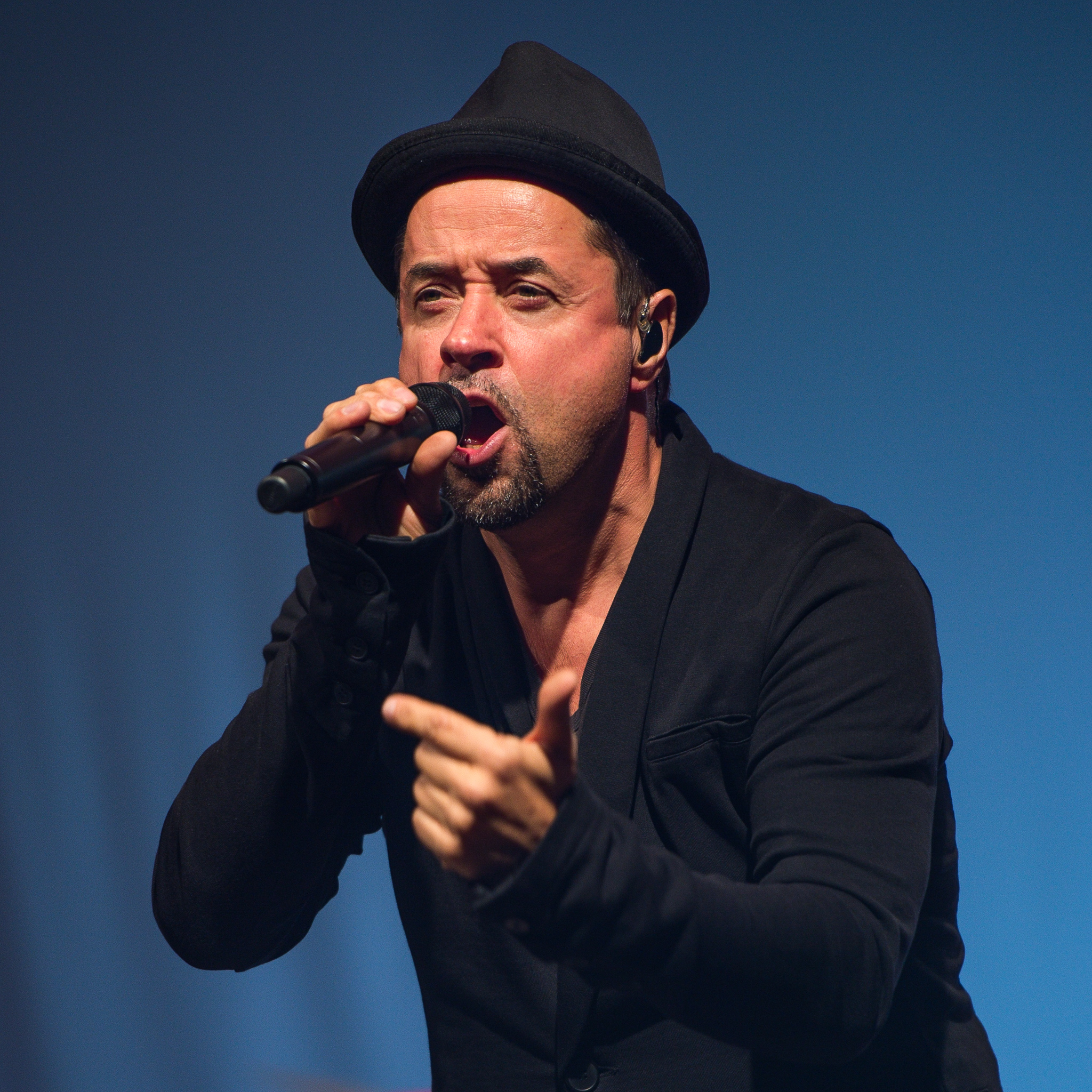
Liefers bei einem Livekonzert, 2015

Neben seinen Arbeiten auf der Bühne und vor der Kamera hat sich Liefers auch eine Karriere als Musiker aufgebaut. 1975 bekam er seine erste Gitarre und nahm Gitarrenunterricht. Seit 2006 ist er mit seiner Band Radio Doria (vormals Jan Josef Liefers & Oblivion) regelmäßig auf Tournee. Unter dem Titel Soundtrack meiner Kindheit berichtet er in den Auftritten über seine Kindheit in der DDR und stellt Lieder ostdeutscher Bands (beispielsweise Silly, Renft, Lift, Puhdys) vor, die ihn geprägt und durch seine Kindheit und Jugend begleitet haben. 2009 veröffentlichte er eine gleichnamige Autobiografie.
2010 wirkte er mit Sasha und Henning Wehland als Feature-Künstler bei dem Titel Endloser Sommer auf dem Stefan-Waggershausen-Album So ist das Spiel mit. 2012 begleitete Liefers die Band Puhdys auf deren Jubiläumstour zum 40-jährigen Bestehen der Band. Das Abschlusskonzert in der O2 World Berlin wurde aufgezeichnet und als DVD veröffentlicht, unter dem Titel Puhdys – Live aus der O2-World – Das Jubiläumskonzert.
2015 trat er mit seiner Band Radio Doria für das Bundesland Sachsen beim 11. Bundesvision Song Contest mit dem Lied Sehnsucht Nr. 7 an; er belegte dabei den 4. Platz.
Im Frühjahr 2023 trat Liefers als Känguru in der achten Staffel von The Masked Singer auf und belegte den neunten Platz.

### Werbung
Liefers wurde 2009 Testimonial für Ferrero und warb in Fernseh- und Hörfunkspots für Ferrero Rocher. Gemeinsam mit seinem Tatort-Kollegen Axel Prahl wirbt er seit 2012 in Fernsehspots für die Hybrid-Variante des Toyota Yaris. Mit seiner Frau Anna Loos macht er Werbung für Gardeur.

### Podcast
Im Januar 2025 startete Liefers gemeinsam mit Prof. Dr. Ingo Fietze von der Berliner Charité den WDR-Podcast "Somnoversum - Besser schlafen mit Liefers und Fietze". In dem Gesprächspodcast geht es um alle Formen von Schlaf, Schlafstörungen und Schlafhelfern.

## Soziale und politische Betätigungen

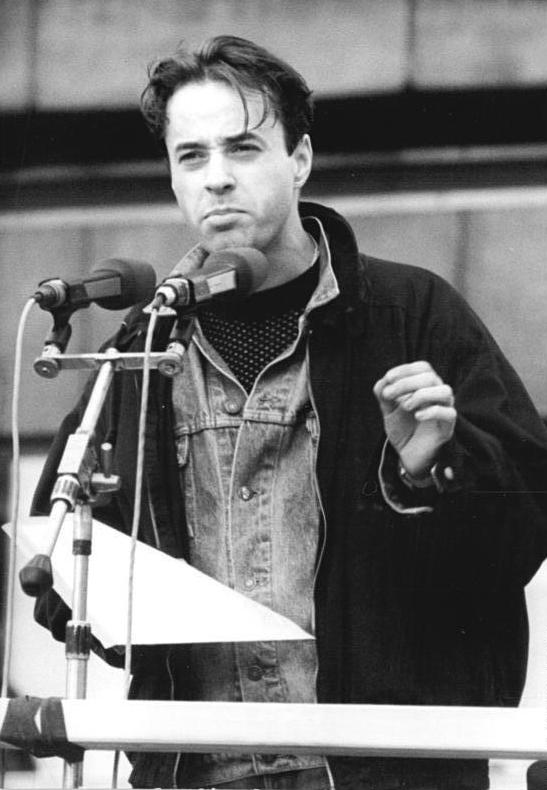
Liefers spricht bei der Berliner Großdemonstration am 4. November 1989

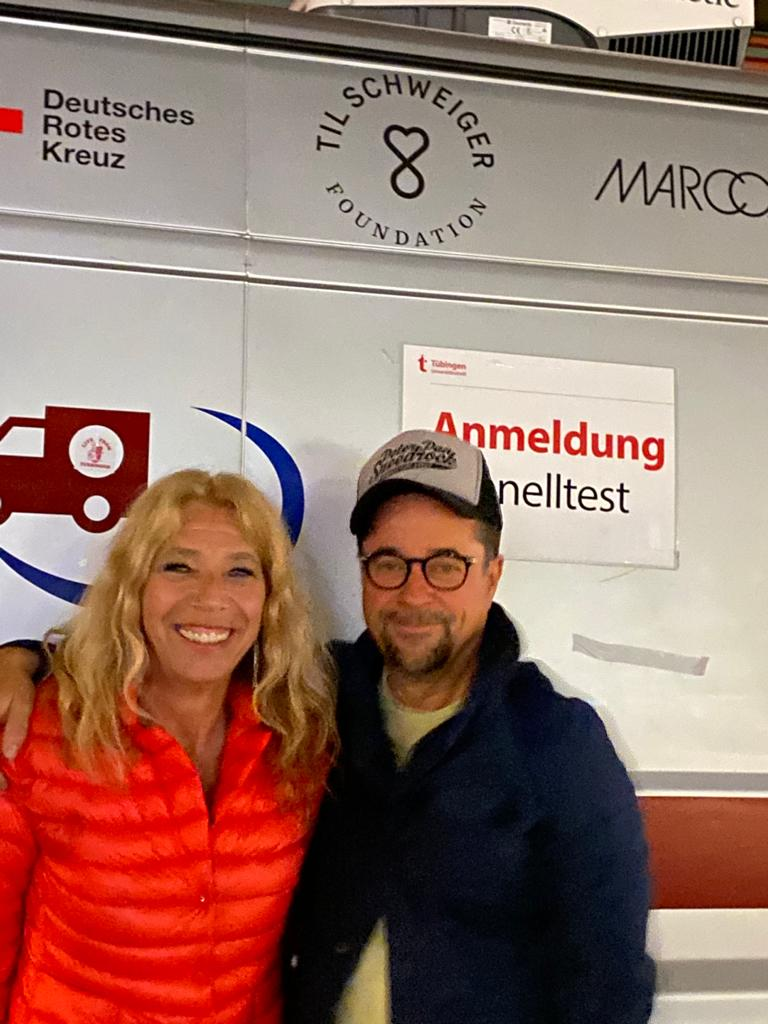
Lisa Federle und Jan Josef Liefers, Gründer der Initiative #bewegteuch

Am 4. November 1989 – wenige Tage vor dem Fall der Berliner Mauer – nahm Liefers vor mehreren hunderttausend Menschen als Redner an der Alexanderplatz-Demonstration, der Abschlusskundgebung der größten Demonstration der DDR-Geschichte teil, die live im DDR-Fernsehen übertragen wurde. Er endete seine Rede mit den Worten:

„Die vorhandenen Strukturen, die immer wieder übernommenen prinzipiellen Strukturen lassen Erneuerung nicht zu. Deshalb müssen sie zerstört werden. Neue Strukturen müssen wir entwickeln, für einen demokratischen Sozialismus. Und das heißt für mich unter anderem auch Aufteilung der Macht zwischen der Mehrheit und den Minderheiten.“

Jan Josef Liefers unterstützt die Aktion Deine Stimme gegen Armut, die entwicklungspolitische Organisation ONE sowie die sich für die Behandlung einer seltenen genetischen Kinderkrankheit engagierende NCL-Stiftung. Für sein soziales Engagement wurden ihm im Dezember 2011 der Verdienstorden der Bundesrepublik Deutschland und 2013 der Annemarie-Renger-Preis des Arbeiter-Samariter-Bundes Deutschland verliehen.
Außerdem unterstützt Liefers die Kampagne Steuer gegen Armut, die sich für die Einführung einer Finanztransaktionssteuer (FTS), die sogenannte Robin-Hood-Steuer, einsetzt. Dazu spielte er zusammen mit Heike Makatsch die Hauptrolle in dem Kurzfilm Steuer gegen Armut. Eine gute Idee? Des Weiteren unterstützt er die Petition gegen Spekulation mit Nahrungsmitteln.
Die SPD-Fraktion im sächsischen Landtag bestimmte ihn 2012 zum Wahlmann für Sachsen bei der 15. Bundesversammlung zur Wahl des Bundespräsidenten Gauck.
Liefers forderte im Laufe der Überwachungs- und Spionageaffäre 2013 Asyl für den US-amerikanischen Whistleblower Edward Snowden:

„Natürlich befürworte ich Asyl für Snowden. Deutschland verweigert ihm Asyl ja nicht aus selbstgewonnener Überzeugung, sondern lediglich aus Loyalität den USA gegenüber. Die Diskussion, wo auf der Skala zwischen ,Held‘ und ,Verräter‘ er seinen Platz hat, wäre für mich ein extra Thema. Immerhin hat Frau Merkel ihm die Erkenntnis zu verdanken, dass auch sie persönlich abgehört wurde.“

Vom April 2019 bis Dezember 2020 war Liefers Mitglied der von der Bundesregierung eingesetzten Kommission „30 Jahre Friedliche Revolution und Deutsche Einheit“.
Liefers beteiligte sich im April 2021 an der Aktion #allesdichtmachen, bei der rund 50 prominente Schauspieler in ironisch-satirisch gemeinten Videos die Coronapolitik der Bundesregierung und die Verschärfung der Corona-Maßnahmen kommentierten. Die Aktion löste kontroverse Diskussionen aus. Im Oktober 2021 beteiligte sich Liefers an der Nachfolgeaktion #allesaufdentisch.
Im Mai 2021 initiierte die Tübinger Notärztin Lisa Federle gemeinsam mit Jan Josef Liefers und dem Fernsehmoderator Michael Antwerpes das Projekt #bewegteuch. Damit soll es Kindern und Jugendlichen ermöglicht werden, trotz anhaltender Einschränkungen wegen der Covid-19-Pandemie wieder Sport auch in größeren Gruppen zu treiben.

## Filmografie (als Darsteller)

### Kinofilme
- 1989: Die Besteigung des Chimborazo
- 1991: Der Fall Ö.
- 1994: Charlie & Louise – Das doppelte Lottchen
- 1997: Rossini – oder die mörderische Frage, wer mit wem schlief
- 1997: Knockin’ on Heaven’s Door
- 1998: Sieben Monde
- 1998: Kai Rabe gegen die Vatikankiller
- 2002: 666 – Traue keinem, mit dem du schläfst!
- 2007: Bis zum Ellenbogen
- 2007: Max Minsky und ich
- 2008: Der Baader Meinhof Komplex
- 2011: Simon (Simon och ekarna)
- 2012: Mann tut was Mann kann
- 2014: Honig im Kopf
- 2015: Da muss Mann durch
- 2015: Mara und der Feuerbringer
- 2015: Desaster
- 2016: Die Blumen von gestern
- 2016: Vier gegen die Bank
- 2017: Das Pubertier – Der Film
- 2018: So viel Zeit
- 2024: Alter weißer Mann

### Fernsehfilme
- 1985: Flug des Falken (Mehrteiler, Teil 1)
- 1986: Ernst Thälmann
- 1987: Annäherungen
- 1989: Egmont
- 1990: Weihnachten schneit’s
- 1995: Ich, der Boß
- 1997: Vergewaltigt – Das Geheimnis einer Nacht
- 1997: Busenfreunde
- 1997: Die Chaos-Queen
- 1997: Dein Tod ist die gerechte Strafe
- 1998: Kidnapping Mom and Dad
- 1998: Busenfreunde 2 – Alles wird gut!
- 1999: Die Mörderin
- 1999: Jack’s Baby
- 2000: Halt mich fest!
- 2000: Die Spur meiner Tochter
- 2001: Doppelter Einsatz Berlin – Wehe dem, der liebt
- 2001: Todesstrafe – Ein Deutscher hinter Gittern
- 2002: Die Frauenversteher – Männer unter sich
- 2003: Der Aufstand
- 2003: Ich liebe das Leben
- 2003: Das Wunder von Lengede
- 2005: Ein Koala-Bär allein zu Haus
- 2005: Die Nachrichten
- 2006: Die Sturmflut
- 2006: Der Untergang der Pamir
- 2006: Die Entscheidung
- 2007: Frühstück mit einer Unbekannten
- 2008: Lilys Geheimnis
- 2009: Es liegt mir auf der Zunge
- 2010: Die Spätzünder
- 2011: Der Mann auf dem Baum
- 2012: Der Turm (Zweiteiler)
- 2012: Baron Münchhausen (Zweiteiler)
- 2013: Nacht über Berlin
- 2013: Die Spätzünder 2 – Der Himmel soll warten
- 2016: Mörderische Stille
- 2018: Gefangen – Der Fall K.

### Fernsehserien und -reihen
- 1987: Schauspielereien (Folge Annäherungen)
- 1995–1996: Die Partner (26 Folgen)
- 1998: Die Unbestechliche: Reine Routine
- 1998: Rosa Roth – Jerusalem oder die Reise in den Tod
- 1999: Der letzte Zeuge (Folge Die Bank, die Liebe, der Tod)
- seit 2002: Tatort → Hauptartikel: Tatort-Folgen im Artikel Thiel und Boerne
- 2006: Nachtschicht – Der Ausbruch
- seit 2012: Joachim Vernau
  - 2012: Das Kindermädchen
  - 2014: Die letzte Instanz
  - 2014: Der Mann ohne Schatten
  - 2016: Die 7. Stunde
  - 2019: Totengebet
  - 2020: Requiem für einen Freund
  - 2023: Düstersee
  - 2023: Versunkene Gräber
- 2018: Arthurs Gesetz (6 Folgen)
- 2020: Kroymann (Folge 13)
- 2021: Obduktion – Echte Fälle mit Tsokos und Liefers (4 Folgen)
- 2021: Tod von Freunden (7 Folgen)

### Synchronrollen
- 1998: Christopher Daniel Barnes als Eric in Arielle, die Meerjungfrau
- 2000: Rob Paulsen als Prinz Eric in Arielle, die Meerjungfrau 2 – Sehnsucht nach dem Meer
- 2005: Ben Stiller als Alex in Madagascar
- 2008: Ben Stiller als Alex in Madagascar 2
- 2011: als Rabe Bataki in Nils Holgerssons wunderbare Reise
- 2011: Sylvester Stallone als Joe, der Löwe in Der Zoowärter
- 2012: Ben Stiller als Alex in Madagascar 3: Flucht durch Europa
- 2016: Louis C.K. als Max in Pets
- 2019: Patton Oswalt als Max in Pets 2

## Filmografie (als Regisseur)
- 1999: Jacks Baby (Fernsehfilm)
- 2002: Die Frauenversteher – Männer unter sich (Fernsehfilm)
- 2022: Honecker und der Pastor (Fernsehfilm)

## Diskografie
Alben
- 2002: Oblivion
- 2014: Radio Doria
- 2017: Radio Doria: 2 Seiten

Soundtracks
- 2006: Soundtrack meiner Kindheit
- 2010: Soundtrack meiner Kindheit 2
- 2012: Man What A Woman (in: Soundtrack ’Mann tut was Mann kann)

Singles
- 1999: Jack’s Baby
- 2002: Don’t Let Go
- 2013: Ein Halleluja – Jan Josef Liefers & Oblivion
- 2014: Do They Know It’s Christmas? (Deutsche Version) (mit Band Aid 30 Germany)

## Hörspiele (Auswahl)
- 1987: Selma Lagerlöf: Der Wechselbalg – Regie: Christa Kowalski (Rundfunk der DDR)
- 1989: Adelbert von Chamisso: Peter Schlemihl oder die Reise nach Varna – Regie: Karlheinz Liefers (Rundfunk der DDR)
- 1989: Gerhard Rentzsch: Szenen vom Lande – Regie: Karlheinz Liefers (Rundfunk der DDR)
- 1992: Richard Hey: Der Flug des Managers durchs Treppenhaus – Regie: Hans Rosenhauer (NDR/SWF)
- 2004: Peter Carey: Die wahre Geschichte von Ned Kelly und seiner Gang – Regie: Annette Kurth (WDR)
- 2009: Robert Erskine Childers: Das Rätsel der Sandbank – Regie: Boris Heinrich (WDR)

## Hörbücher (Auswahl)
- 2004: Nacht des Orakels. Paul Auster.
- 2004: Wenn der Fluß voll Whisky wär. T. C. Boyle, Der Hörverlag, ISBN 978-3-8445-0194-0.
- 2005: Saturday. Ian McEwan.
- 2005: Die erstaunliche Geschichte des Max Tivoli. Andrew Sean Greer.
- 2005: Schlachthof 5, Kurt Vonnegut
- 2006: Günther Koch und Jan Josef Liefers lesen: Fußball unser. Das Hörbuch. Süddeutsche Zeitung, München, ISBN 3-86615-334-1.
- 2006: Jan Josef Liefers liest: Alexander Osang: Die Nachrichten. Der Audio Verlag, Berlin, ISBN 3-89813-504-7.
- 2007: Musikbibel (Teil 4): Jan Josef Liefers liest das Buch Hiob, Gütersloher Verlagshaus, Gütersloh 2007, ISBN 978-3-579-07617-1.
- 2007: Brigitte Hörbuch-Edition: Starke Stimmen. Die Männer. Teil 10: Carl Hiaasen: Der Reinfall. Random House Audio, München 2007, ISBN 978-3-86604-758-7.
- 2007: Jan Josef Liefers liest: Ian McEwan: Am Strand. Diogenes, Zürich, ISBN 978-3-257-80156-9.
- 2008: Jan Josef Liefers liest den Tatort-Fall Der dunkle Fleck. Der Audio Verlag, Berlin, ISBN 978-3-89813-796-6.
- 2008: Jan Josef Liefers liest: Frank Schätzing: Ein Zeichen der Liebe. Der Hörverlag, München, ISBN 978-3-86717-233-2.
- 2009: Brigitte Hörbuch-Edition: Starke Stimmen. Die Krimis. Teil 2: Colin Cotterill: Dr. Siri und seine Toten. (Dr. Siri, Bd. 1), Random House Audio, Köln, ISBN 978-3-8371-0090-7.
- 2009: Gabriel García Márquez: Die unglaubliche und traurige Geschichte von der einfältigen Eréndira und ihrer herzlosen Großmutter. Der Audio Verlag, Berlin, ISBN 978-3-89813-841-3.
- 2009: Jan Josef Liefers liest: Antoine de Saint-Exupéry: Der kleine Prinz. Karl Rauch Verlag, ISBN 3-7920-0101-2
- 2009: Jan Josef Liefers liest: Soundtrack meiner Kindheit. Argon Verlag, Berlin, ISBN 978-3-86610-899-8.
- 2010: ADAC Motorwelt Hörbuch-Edition: Jan Josef Liefers liest: Colin Cotterill: Totentanz für Dr. Siri. (Dr. Siri, Bd. 3), Random House Verlag, Köln, ISBN 978-3-8371-0448-6.
- 2011: Wenn man bedenkt, dass wir alle verrückt sind… Axel Prahl und Jan Josef Liefers lesen Mark Twain. Random House Verlag, Köln, ISBN 3-8371-0910-0.
- 2011: Briefe an einen Blinden (Dr. Siri, Bd. 4), Colin Cotterill. Random House Audio, ISBN 978-3-8371-0884-2.
- 2011: Talk, Talk, T. C. Boyle, Der Hörverlag, ISBN 978-3-86717-702-3.
- 2012: Dr. Sex, T. C. Boyle, Der Hörverlag, ISBN 978-3-86717-166-3.
- 2012: Das Bildnis des Dorian Grey, Oscar Wilde, Der Hörverlag, ISBN 978-3-8445-0497-2.
- 2012: Wenn das Schlachten vorbei ist, T.C. Boyle, Der Hörverlag, ISBN 978-3-8445-1467-4.
- 2012: Der Tote im Eisfach (Dr. Siri, Bd. 5), Colin Cotterill, Der Hörverlag, ISBN 978-3-86717-947-8.
- 2012: Madagascar 3 – Flucht durch Europa – Das Hörspiel zum Kinofilm.
- 2012: Münchhausen, Gottfried August Bürger, Bastei Lübbe, ISBN 978-3-7857-4826-8.
- 2013: Der fröhliche Frauenhasser (Dr. Siri, Bd. 6), Colin Cotterill, Der Hörverlag, ISBN 978-3-86717-993-5.
- 2013: San Miguel, T. C. Boyle, Der Hörverlag, ISBN 978-3-8445-1167-3.
- 2020: Kurt Vonnegut: Schlachthof 5. Der Audio Verlag, ISBN 978-3-7424-1627-8

## Auszeichnungen

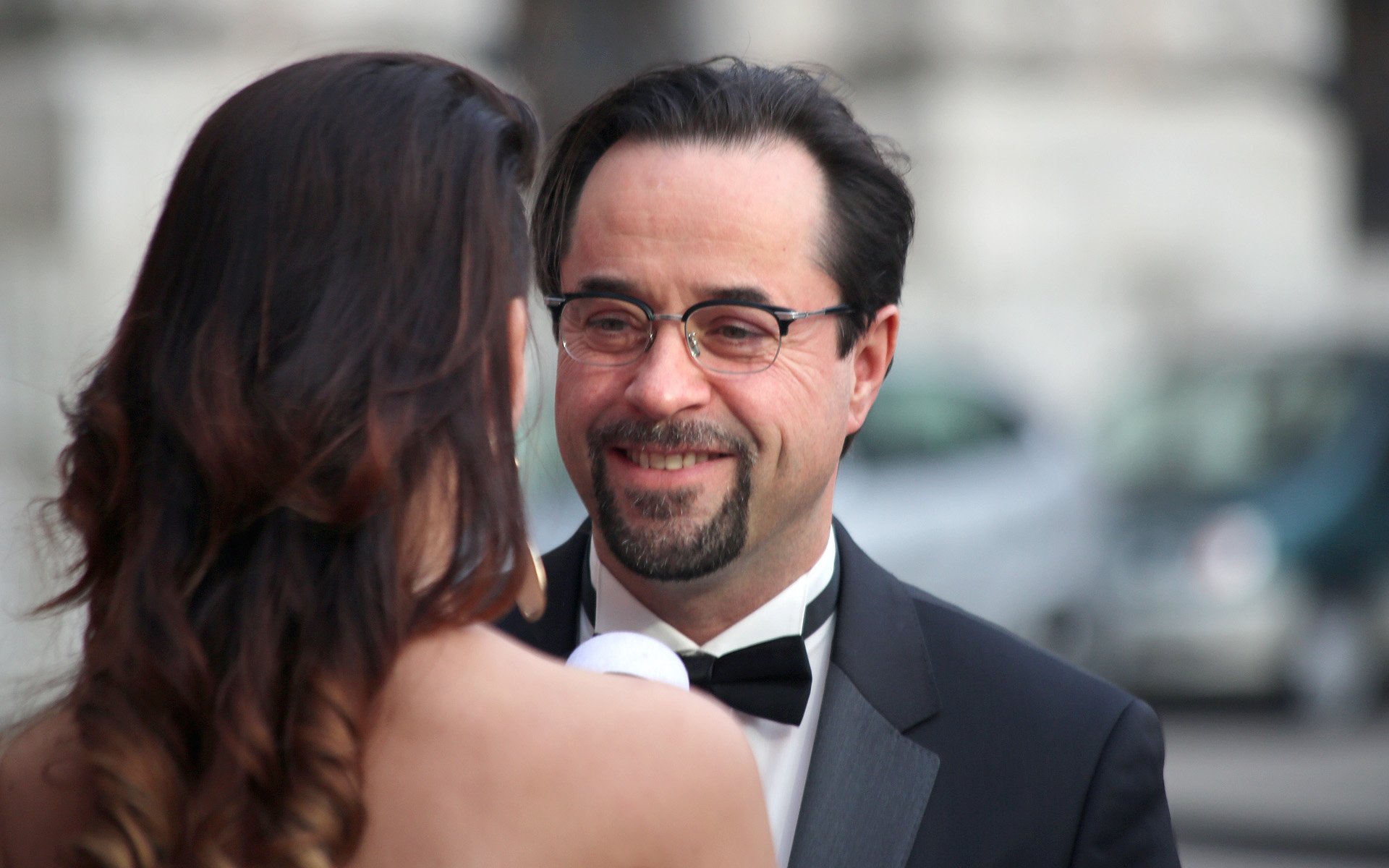
Jan Josef Liefers (Romyverleihung 2013)

- 1986: Erich-Weinert-Medaille, Kunstpreis der FDJ[46]
- 1996: Bayerischer Filmpreis, bester Nachwuchsdarsteller für Rossini – oder die mörderische Frage, wer mit wem schlief
- 2000: Fernsehfilmpreis der Deutschen Akademie der Darstellenden Künste, Darstellerpreis für Halt mich fest!
- 2000: Bayerischer Fernsehpreis für Regie und Darstellung in Jack’s Baby
- 2003: Bambi für Das Wunder von Lengede
- 2004: Adolf-Grimme-Preis als Hauptdarsteller in Das Wunder von Lengede
- 2010: Premio Bacco (italienischer Filmpreis)
- 2010: nominiert für den Deutschen Comedypreis in der Kategorie Bester Schauspieler
- 2011: Goldene Kamera in der Kategorie Leserwahl „Das beste Krimi-Team“ als Ensemblemitglied des Tatort-Teams Münster, gemeinsam mit Axel Prahl
- 2011: Jupiter Award in der Kategorie Bester TV-Darsteller Deutschland, gemeinsam mit Axel Prahl
- 2011: Goldene Henne in der Kategorie Schauspiel, gemeinsam mit Axel Prahl
- 2011: Verdienstkreuz am Bande der Bundesrepublik Deutschland[36] für soziales Engagement
- 2011: Einslive Krone Sonderpreis für die Tatortteams aus Münster & Köln
- 2012: Guldbagge (Schwedischer Filmpreis) als bester Nebendarsteller in dem Film Simon och ekarna[47]
- 2012: Bambi für Der Turm
- 2013: Goldene Henne in der Kategorie Schauspiel
- 2013: Grimme-Preis für Der Turm
- 2013: Romy als Beliebtester Schauspieler in Der Turm und Nacht über Berlin
- 2013: Annemarie-Renger-Preis des Arbeiter-Samariter-Bundes Deutschland für bürgerschaftliches Engagement[48]
- 2014: Preis für Schauspielkunst 2014 auf dem Festival des deutschen Films in Ludwigshafen am Rhein
- 2016: Hutträger des Jahres[49]
- 2017: Goldenes Schlitzohr
- 2017: Krawattenmann des Jahres[50]
- 2018: Ehrenpreis der Hans-Rosenthal-Stiftung[51]
- 2019: Bayerischer Fernsehpreis: Bester Schauspieler[52]